# Katica Želi
Katica Želi (13. jun 1950, Žabalj) jugoslovenska je i srpska je pozorišna i filmska glumica. Glumačku afirmaciju stekla u Narodnom pozorištu u Somboru, a glumila je i u mnogim čuvenim domaćim filmovima. Dobitnica je prestižnih nagrada, Sterijine nagrade za glumačko ostvarenje (1976) i Statuete Ćuran za najbolja glumačka ostvarenja (1979).

## Glumačka karijera
Katica Želi završila je Dramski studio u Novom Sadu u klasi profesora Dejana Mijača. Najznačajnija ostvarenja zabeležila je u pozorišnoj umetnosti. U vreme najboljih dana Somborskog narodnog pozorišta, u drugoj polovini sedamdesetih i tokom osamdesetih godina 20. veka, bila je prvakinja drame i jedan od glavnih nosilaca repertoara jednog od tada najprestižnijih jugoslovenskih teatara. Osvajač je brojnih glavnih priznanja koja se dodeljuju u domaćoj teatarskoj sceni. 
Imala je samo 25 godina kada je osvojila Sterijinu nagradu za ulogu devojke u predstavi „Ženidba i udadba“ na tekst Jovana Sterije Popovića, u režiji Dejana Mijača, koja je imala rekordan broj od više od 250 izvođenja. Takođe naslovna uloga, u mjuziklu „Andra i Ljubica“ donela joj je još jednu prestižnu pozorišnu nagradu, Ćurana, na Danima komedije u Jagodini (tadašnjem Svetozarevu) 1979. Potom je kao gost, jedina iz ove, autentične somborske predstave, igrala na sceni Pozorišta na Terazijama sa glumačkim ansamblom tog beogradskog teatra. 
Glumačku afirmaciju stekla u Narodnom pozorištu u Somboru, gde je ostvarila niz zapaženih naslovnih uloga u predstavama „Mirandolina“, „Onda lole izmisle parole“, „Šta je to u ljudskom biću što ga vodi prema piću“, „Šumski duh“, a prva uloga u karijeri joj je bila Pipi duga čarapa. Igrala je i na drugim vojvođanskim scenama. U Beogradu je nastupala u Pozorištu na Terazijama, Ateljeu 212 i u alternativnim scenskim projektima. Polovinom osamdesetih godina odlučuje se da pređe u slobodne dramske umetnike.
Katica Želi snimila je 1981. godine i jednu gramofonsku ploču za PGP RTS, sa singlovima iz mjuzikla Andra i Ljubica koji je bio na repertoaru Pozorišta na Terazijama.

## Filmografija
| God.       | Naziv                       | Uloga                   |
| ---------- | --------------------------- | ----------------------- |
| 1970.-te   |                             |                         |
| 1977.      | Ženidba i udadba            | Devojka                 |
| 1977.      | Pas koji je voleo vozove    | Osuđenica               |
| 1980.-te   |                             |                         |
| 1981.      | Razvod braka                | Milka                   |
| 1982.      | Variola vera                | čistačica               |
| 1983.      | Balkan ekspres              | stanodavka              |
| 1983.      | Mrtvi se ne vraćaju         |                         |
| 1985.      | Držanje za vazduh           | Pekarka                 |
| 1989.      | Poltron                     | Saobraćajac             |
| 1990.-te   |                             |                         |
| 1990.      | Narodni poslanik            | Spirinica               |
| 1990.      | Ožalošćena porodica         | Simka - Agatonova žena  |
| 1991.      | Mala                        | Božidarkina koleginica  |
| 1992.      | Velika frka                 |                         |
| 1993.      | Raj                         |                         |
| 1993.      | Gnjurac                     |                         |
| 1993-1996. | Srećni ljudi                | Gošća / Putnica u GSP-u |
| 1998.      | Džandrljivi muž             |                         |
| 1998.      | Profesionalac               | Radnica                 |
| 2000.-te   |                             |                         |
| 2003.      | Kazneni prostor (TV serija) | Tetka Mara              |
| 2004.      | Stižu dolari                |                         |
| 2015.      | Novajlija                   | starica                 |
| 2022.      | Klan (TV serija)            | Baba                    |

## Nagrade
- Statueta Ćuran za najbolja glumačka ostvarenja (1979)
- Sterijina nagrada za glumačko ostvarenje (1976)[2]

## Spoljašnje veze
- Katica Želi на веб-сајту  (језик: енглески)